# Zuiveldrank

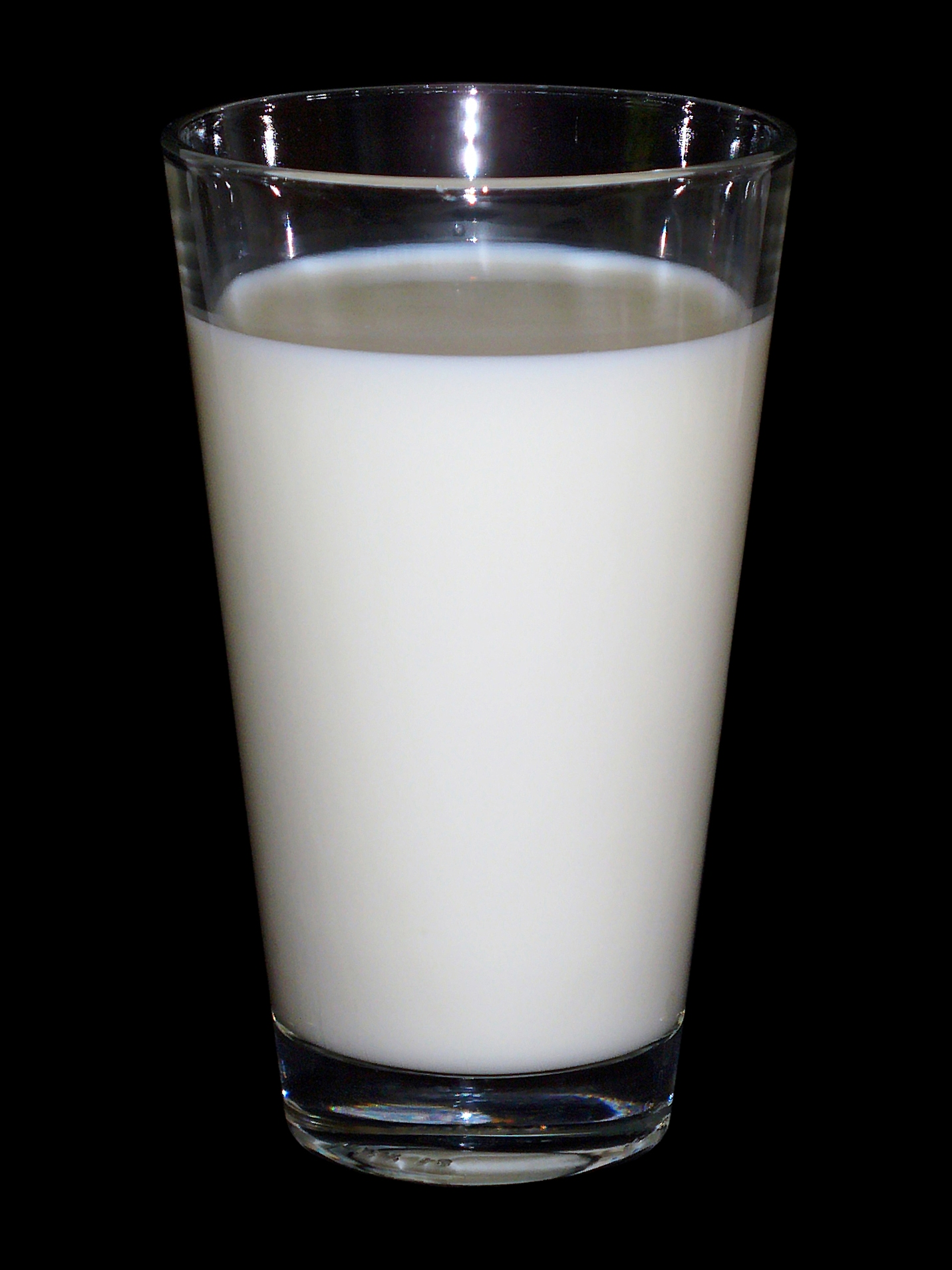
Melk

Zuiveldrank is een verzamelnaam voor allerlei drinkbare zuivelproducten.
De zuiverste zuiveldrank is melk, afkomstig van en gemolken uit een koe, schaap of geit (buiten Europa ook van de buffel, zeboe, jak of kameel). Melk, en dan vooral koemelk, is de grondstof van de zuivelindustrie.
Andere zuiveldranken zijn karnemelk en drinkyoghurt. Tot de buitenlandse zuiveldranken behoren ayran en kefir.
Ook worden er zuiveldranken uit melkwei gemaakt, zoals Rivella, Djoez, Taksi, Tjolk.
Veel nieuwere soorten zuiveldrank bevatten ook vruchtenextracten, kleur- en smaakstoffen, voedingsvezels, toegevoegde vitamines en/of calcium.